# Lijst van burgemeesters van Avereest
Dit is een lijst van burgemeesters van de voormalige Nederlandse gemeente Avereest in de provincie Overijssel. In 1818 werd de gemeente Ommen gesplitst in de gemeenten Stad Ommen, Ambt Ommen en Avereest
| Ambtsperiode | Naam burgemeester                    | Partij of stroming | Bijzonderheden                                                                                        |
| ------------ | ------------------------------------ | ------------------ | --- |
| 1818-1832    | Mr. Reinier Saris van der Gronden    |                    | tevens schout/burgemeester van Nieuwleusen                                                            |
| 1833-1837    | Mr. Onno Zwier van Sandick           |                    | tevens burgemeester van Nieuwleusen                                                                   |
| 1838-1851    | Mr. Coenraad Willem baron van Dedem  |                    | tevens burgemeester van Nieuwleusen                                                                   |
| 1852-1860    | Herman Frederik Deel                 |                    | later burgemeester van 't Zandt                                                                       |
| 1860-1878    | Johannes Hendrikus van Barneveld     |                    | vh. burgemeester van Staphorst                                                                        |
| 1879-1902    | Herman van Barneveld                 |                    | vh. burgemeester van Vriezenveen                                                                      |
| 1902-1910    | Mr. Melchior Wijt                    | CHU                | vh. ambtenaar ter secretarie te Rotterdam, later burgemeester van Steenwijk                           |
| 1910-1919    | Ubbo Petrus Cavaljé                  | CHU                | vh. burgemeester van De Wijk, later burgemeester van Zwollerkerspel                                   |
| 1919-1926    | Melle Dotinga                        | CHU                | vh. ambtenaar ter secretarie van Amersfoort, later burgemeester van Weesp                             |
| 1927-1932    | Mr. Gerrit Pieter Haspels            | CHU                | vh. ambtenaar ter secretarie te Haarlemmerliede en Spaarnwoude, later burgemeester van Nieuwer-Amstel |
| 1932-1937    | Mr. Willem Adriaan Johan Visser      | CHU                | vh. volontair ter secretarie te Gorssel, later burgemeester van Soest, van Zeist en van Den Haag      |
| 1937-1944    | Mr. Jan Marie Ravesloot              | CHU                | |
| 1944-1945    | Jan Dirk van Arkel                   |                    | |
| 1945-1946    | Mr. Jan Marie Ravesloot              | CHU                | werd burgemeester van Almelo                                                                          |
| 1946-1958    | Mr. Johan de Widt                    |                    | werd burgemeester van Middelburg en daarna burgemeester van Amersfoort                                |
| 1958-1978    | Jhr. Steven Mathijs Snouck Hurgronje | CHU                | Voorgaand burgemeester van Hoevelaken                                                                 |
| 1978-1988    | Egbert Roelof Wieldraaijer           | PvdA               | was wethouder van Almelo                                                                              |
| 1988-2001    | Alle Jan Pijlman                     | PvdA               | |

Op 1 januari 2001 is Avereest opgegaan in de gemeente Hardenberg; vervolg zie lijst van burgemeesters van Hardenberg.